# L'Attrapeur de serpents
Pour plus de détails, voir Fiche technique et Distribution.
L'Attrapeur de serpents (Змеелов) est un film soviétique réalisé par Vadim Derbeniov, sorti en 1985,.

## Fiche technique
- Titre original : Змеелов, Zmeielov
- Titre français : L'Attrapeur de serpents[3]
- Photographie : Mikhail Agranovitch
- Musique : Vladimir Tchernychev, Gennadi Nazarov
- Décors : Vladimir Donskov, Elena Tcheremykh
- Montage : Regina Pesetskaia